# Camponotus fedtschenkoi
Camponotus fedtschenkoi är en myrart som beskrevs av Mayr 1877. Camponotus fedtschenkoi ingår i släktet hästmyror, och familjen myror.

## Underarter
Arten delas in i följande underarter:
- C. f. adi
- C. f. fedtschenkoi